# Šjao Dzišjan
Šjao Dzišjan (poenostavljeno kitajsko: 萧子显; tradicionalno kitajsko: 蕭子顯; pinjin: Xiāo Zǐ Xiǎn) z vljudnostnim imenom Džingjang (景陽), uradno vikont Džjao iz Ningduja  (寧都驕子), je bil kitajski zgodovinar, najbolj znan kot avtor Knjige Čija, kasneje preimenovane v Knjiga Južnega Čija, * 489, † 537.
Knjiga Čija je ena od Štiriindvajsetih zgodovin kitajskega zgodovinopisja. Šjao Dzišjan je bil edini avtor katere od Štiriindvajsetih zgodovin, ki je bil član vladajoče hiše.

## Dela
Šjao Dzišjan je napisal naslednje knjige:
- Knjiga Čija (齐书)
- Knjiga Kasnejšega Hana (后汉书)
- Džinšicao (晋史草)[5]
- Putong Bej Fa Dži (普通北伐记)
- Guj Džjan Džuan (贵俭传)

## Družina
Šjao Dzišjan je bil vnuk Šjao Daočenga, cesarja Gaoja iz Južnega Čina. Dzišjanov oče Šjao Ni je bil cesarjev drugi sin in princ Judžanga. Šjao Dzišjan je bil peti Šjao Nijev sin. Njegovi starejši bratje so bili  Šjao Dzilja, Šjao Dzike, Šjao Dzicao in Šjao Dzifan. Imel je tudi mlajša brata Šjao Dzijuna in Šjao Dzihuja.